# Albert Gilka
Josef Gustav Albert Gilka (* 15. Juni 1870 in Berlin; † 9. März 1924 ebendort) war ein deutscher Spirituosenfabrikant.

## Leben und Wirken
Albert Gilka war ein Sohn des Spirituosenfabrikanten Theodor Gilka (1841–1907). Nach dem Tod seines Onkels Hermann Gilka (1843–1898) trat er in die Geschäftsleitung der von seinem Großvater J. A. Gilka gegründeten Likörfabrik ein und beeinflusste sie maßgeblich. Nach dem Tod seines Vaters wurde sein Bruder Arthur Gilka (1875–1938) Mitinhaber der Firma. Nach dem Ersten Weltkrieg wurde die Firma in eine Aktiengesellschaft umgewandelt. Er wurde Vorsitzender des Aufsichtsrats. Von 1907 bis zu seinem Tod lebte er in seinem von Alfred Messel erbauten Haus in der Winklerstraße 16–18, das nicht mehr erhalten ist. Außerdem besaß er mehrere Rittergüter, u. a. das von seinem Vater geerbte Rittergut Dessow.
Außer seiner beruflichen Tätigkeit lag ihm der Tennissport am Herzen. Kommerzienrat Gilka war Vorstandsmitglied des Tennisclubs Rot-Weiß. Ferner unterhielt er auf seinem Grundstück in der Winklerstraße 16/18, das bis an den Dianasee reichte, ein Gartenhaus, in dem er seltene Blumen züchtete. Er starb dort 1924 und wurde auf dem Friedhof Grunewald beigesetzt.